# 獏狩り
『獏狩り』（ばくがり）シリーズは、市原敬子のドラマCD作品。現在『獏狩り1,2,3,4』、八神奈月キャラクターソング『夢桜』、プレミアムCD BOXが発売中。月刊コミックTVにてTV放送、2012年2月より電子書籍として配信開始もしている。2010年マッグガーデンより完全版コミックス全1巻が刊行された。

## あらすじ
人間の「夢」を奪い取る「獏」。朔夜と胡蝶はその獏を狩る存在。朔夜はかつて主従関係にあった琴乃の仇討ちとして獏族の長、伯奇を狙う。胡蝶はかつて安倍晴明に式神として仕え、現代では朔夜の武器として共に戦う。二人は獏を狩るためにある高校に潜入し、八神彰人と水無瀬マナに会い悲劇を目撃する。

## キャスト
獏狩り1 ～八神篇～ ドラマCD/TV版
- 朔夜：置鮎龍太郎
- 胡蝶：進藤尚美
- 八神彰人：斎賀みつき
- 水無瀬マナ：氷上恭子 / 丹下桜
- 八神春彦：子安武人
- 安倍晴明：堀内賢雄
- 伯奇：緑川光
- 琴乃：甲斐田裕子
- 木下悟：櫻井孝宏 / 阿部敦

獏狩り2 ～天津神篇～
- 朔夜：置鮎龍太郎
- 胡蝶：進藤尚美
- 天津神静音：柚木涼香
- 天津神六鬼・鬼祥：石田彰
- 八神奈月：斎賀みつき / 伊藤静
- 伯奇：緑川光
- 琴乃：甲斐田裕子
- 美里：榎本温子
- 川島さん：伊藤静 / 堀口あすか

獏狩り3 ～夢桜篇～
- 朔夜：置鮎龍太郎
- 胡蝶：進藤尚美
- 伯奇：緑川光
- 綺子姫、琴乃：甲斐田裕子
- 満長：諏訪部順一
- 鬼祥：石田彰
- 晴明：堀内賢雄
- 八神：斎賀みつき
- 帝：代永翼
- 鴉、烏丸：柿原徹也

獏狩り4 ～神和篇～
- 朔夜：置鮎龍太郎
- 胡蝶：進藤尚美
- 伯奇：緑川光
- 八神奈月：斎賀みつき / 伊藤静
- 桜の君：甲斐田裕子
- 六鬼・鬼祥：石田彰
- 神和玲：代永翼
- 傀：諏訪部順一
- 八神春彦：子安武人
- 八神真冬：岩村琴美

## ラジオ番組
2007年4月6日よりインターネットラジオステーション＜音泉＞でラジオ番組が開始。番組名は「おっきー・しんでぃの獏狩りないと!」。朔夜役の置鮎龍太郎と故蝶役の進藤尚美がパーソナリティをつとめる。

## TV番組
BS11のコミックTVにてコミックドラマ獏狩りが放送された、一部キャストに変更あり。